# Славянские танцы
«Славянские танцы» (нем. Slavische Tänze) — сборник народной танцевальной музыки различного происхождения в обработке Антонина Дворжака. Танцы (всего 16) изданы двумя тетрадями в 1878 (op. 46) и 1886 (op. 72) годах. Изначально написанные для фортепиано в четыре руки, они почти сразу были оркестрованы автором. Славянские танцы принадлежат к числу самых репертуарных сочинений Дворжака, наиболее известны ми-минорный (op. 72 № 2) и соль-минорный (op. 46 № 8).

## История создания
Ещё малоизвестный композитор, Дворжак бедствовал и очень нуждался в деньгах. Это подтверждает выданная ему в Пражском магистрате справка: 

<…> Обследование подтверждает, что у него нет никакого имущества, что, кроме ежегодного жалования органиста в храме св. Войтеха в размере 126 крон и кроме 60 золотых, которые он получает за частные уроки ежемесячно, у него нет никаких побочных доходов.
 Благодаря этой справке в 1874—1878 годах Дворжак получал государственную стипендию размером 400 золотых в год. На него обратил внимание член музыкального жюри И. Брамс. Тогда же, в 1877 году, супруги Неффы, для которых Дворжак писал «Моравские дуэты», втайне от композитора послали экземпляр этого сочинения Брамсу. Последний обратился к своему издателю Ф. Зимроку, предложив издавать многообещающего чешского композитора. Зимрок выпустил «Дуэты», не заплатив, однако, ничего ни Дворжаку, ни автору немецкого текста Йозефу Срб-Дебрнову. Одновременно он предложил Дворжаку написать цикл национальных фортепианных произведений по примеру «Венгерских танцев» Брамса. Само название нового сборника — «Славянские танцы» — принадлежит Зимроку. Дворжак принял предложение, и за короткое время с середины марта до 7 мая 1878 года создал первую серию «Танцев», как и у Брамса, для фортепиано в четыре руки. За неё он получил всего 300 марок, но для него это был, по выражению друга Дворжака Й. Зубатого, «первый порядочный гонорар», посему он был чрезвычайно рад. Публика приняла сборник с восторгом. Весной и летом того же года Дворжак оркестровал его. «Танцы» имели огромный успех, их исполняли по всей Европе.
Зимрок стал просить продолжения. В письме ему, датированном 16 февраля 1880 года, Дворжак писал: «Может быть, со славянскими танцами мы могли бы повременить хотя бы до осени? Сейчас я чувствую потребность написать что-нибудь серьёзное…». Ожидание затянулось, Зимрок настаивал всё твёрже. В 1885 году, встретившись в Карловых Варах, композитор и издатель договорились, что «Танцы» будут готовы летом 1886 года. Весной Зимрок рассердился на Дворжака за то, что тот продал права на свою ораторию «Святая Людмила» лондонской фирме «Новелло» в обход соглашения с ним, и утверждал, что композитор требует слишком высокий гонорар. Дворжак объяснял ему, что делает это исключительно чтобы прокормить свою семью. Вторую серию «Танцев» op. 72 композитор писал с начала июня по 9 июля 1886 года, сочинив их снова для фортепиано в четыре руки. В письме от 21 октября Зимрок сообщил ему, что сборник вышел из печати, и стал настаивать на оркестровке танцев: «Они так хороши для оркестра, как только можно себе представить! Гром и молния! Если Вы не сделаете этого сами, то я вынужден буду попросить кого-нибудь другого». В декабре Дворжак оркестровал вторую серию.

## Состав оркестра
С небольшими различиями, следующие инструменты участвуют в исполнении оркестровой версии каждого танца.
| - Деревянные духовые: - флейта-пикколо, - 2 флейты, - 2 гобоя, - 2 кларнета, - 2 фагота. - Медные духовые: - 4 валторны, - 2 трубы, - 3 тромбона. | - Ударные: - литавры, - тарелки, - большой барабан, - треугольник. - Струнные: - I и II скрипки, - альты, - виолончели, - контрабасы. |

## Музыка
Дворжак использовал, переработав, наиболее характерные ритмы народных танцев Богемии, Моравии и соседних областей. В два сборника вошли фуриант, думка, полька, соуседска, скочна, мазурка, одземек, стародавний, шпацирка, коло и полонез.

### Opus 46 (B.78, B.83)
В первой тетради все танцы кроме украинской думки — чешского происхождения.
- № 1 C-dur. Presto (фуриант).
- № 2 e-moll. Allegretto scherzando (думка).
- № 3 As-dur. Poco allegro (полька).
- № 4 F-dur. Tempo di minuetto (соуседска).
- № 5 A-dur. Allegro vivace (скочна).
- № 6 D-dur. Allegretto scherzando (соуседска).
- № 7 c-moll. Allegro assai (скочна).
- № 8 g-moll. Presto (фуриант).

### Opus 72 (B.145, B.147)
Вторая тетрадь включает танцы различного происхождения: словацкий одземек, украинская думка, польский полонез, сербское коло, чешские танцы — стародавний, скочна, соуседска и шпацирка. Для идентификации пьес второго сборника часто используют сквозную нумерацию, например, на танец op.72 № 1 ссылаются как на «Славянский танец № 9», танец op. 72 № 2 обозначают как «Славянский танец № 10» и т.д.
- № 1 (9) H-dur. Allegro vivace. Meno mosso. Allegro vivace (одземек).
- № 2 (10) e-moll. Allegretto grazioso (стародавний).
- № 3 (11) F-dur. Allegro (скочна).
- № 4 (12) Des-dur. Allegretto grazioso (думка).
- № 5 (13) b-moll. Poco adagio. Vivace (шпацирка).
- № 6 (14) B-dur. Moderato, quasi minuetto (стародавний)(полонез).
- № 7 (15) C-dur. Allegro vivace (коло).
- № 8 (16) As-dur. Grazioso e lento, ma non troppo, quasi tempo di valse (соуседска).

## В неакадемической музыке
Название «Славянские танцы» используется в альбоме группы «Моральный кодекс» (2007). К музыке Дворжака альбом не имеет отношения.